# Rei (Waschmittel)
Rei ist eine Marke für Waschmittel, die seit 1949 auf dem deutschen Markt ist. Gründer des Unternehmens war Willi Maurer in Boppard, der bald in den Rei-Werken in Koblenz produzierte. 1965 wechselte die Marke durch Verkauf der Werke ins Portfolio von Procter & Gamble. Im Jahr 2000 wiederum wurde Rei veräußert und von der deutschen fit GmbH aufgekauft. Heute wird das Waschmittel im ostsächsischen Hirschfelde in Zittau hergestellt.
In den 1950ern erschien erstmals Rei in der Tube auf dem deutschen Markt. Ursprünglich als Handwaschmittel gedacht, fand es auch Anwendungen als Badezusatz und Geschirrspülmittel. Erst in den 1960er Jahren wurde es direkt als Reisewaschmittel angepriesen.
In den 1970er-Jahren positionierte sich Rei als Spezialist für leuchtende Farben und moderne Fasern. Das erste flüssige Maschinenwaschmittel folgte 1988. Später wurden Waschpulver mit multifunktionalen Inhaltsstoffen (Rei F3, Rei all in one) entwickelt.
2001 wurde das schwedische Fotomodell Markus Schenkenberg für mehrere TV-Werbespots verpflichtet. In der Folge stieg der Umsatz.
Eine weitere Entwicklung unter der Marke Rei ist Rei Grüne Kraft, das auf Basis nachwachsender Rohstoffe hergestellt wird. 2009 wurde es mit dem Europäischen Umweltzeichen zertifiziert.